# Lwówek (gmina)
Pour les articles homonymes, voir Lwówek (homonymie).
Lwówek est une gmina mixte du powiat de Nowy Tomyśl, Grande-Pologne, dans le centre-ouest de la Pologne. Son siège est la ville de Lwówek, qui se situe environ 16 km au nord de Nowy Tomyśl et 51 km à l'ouest de la capitale régionale Poznań.
La gmina couvre une superficie de 183,5 km2 pour une population de 9 340 habitants en 2011.

## Géographie

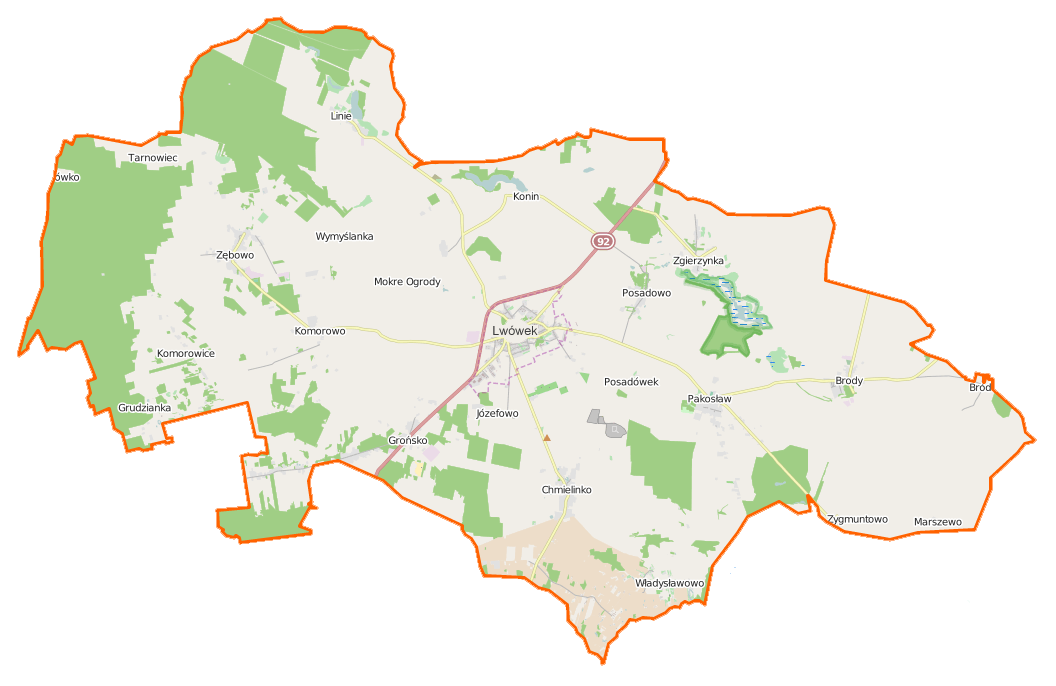
Plan de la gmina.

Outre la ville de Lwówek, la gmina inclut les villages et les localités de :
- Brody
- Bródki
- Chmielinko
- Grońsko
- Józefowo
- Komorowice
- Komorowo
- Konin
- Krzywy Las
- Linie
- Lipka Wielka
- Marszewo
- Pakosław
- Pawłówek
- Posadowo
- Władysławowo
- Wymyślanka
- Zębowo
- Zgierzynka
- Zygmuntowo

### Gminy voisines
La gmina de Lwówek est bordée des gminy de :
- Duszniki
- Kuślin
- Kwilcz
- Miedzichowo
- Międzychód
- Nowy Tomyśl
- Pniewy

## Structure du terrain
D'après les données de 2009, la superficie de la commune de Lwówek est de 183,5 km², répartis comme tel :
- terres agricoles : 73%
- forêts : 20%

La commune représente 18,13% de la superficie du powiat.

## Démographie
Données du 30 juin 2004 :
| Description        | Total  | Total | Femmes | Femmes | Hommes | Hommes |
| ------------------ | ------ | ----- | ------ | ------ | ------ | ------ |
| Unité              | Nombre | %     | Nombre | %      | Nombre | %      |
| population         | 9 136  | 100   | 4 616  | 50,5   | 4 520  | 49,5   |
| Densité (hab./km²) | 49,8   | 49,8  | 25,2   | 25,2   | 24,6   | 24,6   |